# Maxim Knight
Maxim Knight (Honolulu, Hawái; 21 de agosto de 1999) es un actor estadounidense, más conocido por interpretar a Matt Mason en la serie de ciencia ficción de TNT, Falling Skies.

## Biografía
Maxim nació en Honolulu, Hawái. Se mudó a Los Ángeles a la edad de cinco años. Comenzó a actuar en películas a la edad de ocho años. Su primer papel fue en All for Melissa en 2007 como Jared. También ha aparecido en cortometrajes tales como: Gator Armstrong Plays with Dolls, Al’s Beef, How My Dad Killed Dracula y Number One Dad. En 2009 obtuvo su primer papel en televisión como invitado en The Cleaner donde interpretó a Aidan Kearn. También actuó en series de televisión tales como: Mentes criminales, Brothers & Sisters y Special Agent Oso.
En 2011, se unió al elenco principal de la serie de ciencia ficción de TNT, Falling Skies donde interpreta a Matt Mason, hijo de Tom Mason (Noah Wyle). La serie es producida por Steven Spielberg.
Knight fue contratado para su primera película, actuando junto a Melissa Leo, Nick Cannon, Rosanna Arquette y Chris "Ludacris" Bridges en Ball Don't Lie. Maxim interpretó a Sticky, un niño que es testigo del suicidio de su madre y tiene que hacer frente y triunfar sobre los desafíos de la vida y las circunstancias injustas.

## Premios y nominaciones
| Año  | Premio                   | Categoría                                                                                   | Trabajo             | Resultado | Ref   |
| ---- | ------------------------ | ------------------------------------------------------------------------------------------- | ------------------- | --------- | ----- |
| 2009 | 30th Young Artist Awards | Mejor Actuación en una Película para Televisión, Miniserie o Especial - Leading Actor Joven | Our First Christmas |           |       |
| 2012 | 33rd Young Artist Awards | Mejor Actuación en una Serie de Televisión - Mejor Actor Joven secundario                   | Falling Skies       |           | [ 2 ] |
| 2012 | 33rd Young Artist Awards | Mejor Actuación en una Serie de Televisión - Joven actor invitado 11-13                     | CSI: Miami          |           | [ 2 ] |
| 2013 | 34th Young Artist Awards | Mejor Actuación en una Serie de Televisión - Joven Actor Secundario                         | Falling Skies       |           | [ 3 ] |
| 2014 | 35th Young Artist Awards | Mejor Actuación en una película                                                             | Medeas              |           | [ 4 ] |
| 2014 | 35th Young Artist Awards | Mejor Actuación en una Serie de Televisión - Joven Actor Secundario                         | Falling Skies       |           | [ 4 ] |
| 2015 | 41st Saturn Awards       | Mejor Actuación de actor joven en una serie de Televisión                                   | Falling Skies       |           |       |

## Filmografía
| Cine       | Cine                                  | Cine                               | Cine                          |
| Año        | Película                              | Papel                              | Notas                         |
| ---------- | ------------------------------------- | ---------------------------------- | ----------------------------- |
| 2007       | All For Melissa                       | Jared                              |                               |
| 2008       | Gator Armstrong Plays with Dolls      | Hermano pequeño                    | cortometraje                  |
| 2008       | Ball Don't Lie                        | Sticky                             |                               |
| 2008       | Al’s Beef                             | El chico                           | cortometraje                  |
| 2008       | How My Dad Killed Dracula             | Todd                               | cortometraje                  |
| 2008       | Number One Dad                        |                                    | cortometraje                  |
| 2009       | Slaughter                             | Cort                               |                               |
| 2009       | Family Dinner                         | Ryan O’Connell                     | vídeo                         |
| 2013       | Medeas                                | Jacob                              |                               |
| Televisión |                                       |                                    |                               |
| Año        | Título                                | Papel                              | Notas                         |
| 2008       | Frank TV                              | Goblin Trick-or-Treater            | 1 episodio                    |
| 2008       | Our First Christmas                   | Jacob                              | Película para televisión      |
| 2009       | The Cleaner                           | Aidan Kern                         | 1 episodio                    |
| 2009       | Three Rivers                          | Dylan Campbell                     | 1 episodio                    |
| 2009       | Brothers & Sisters                    | Seth                               | 1 episodio                    |
| 2010       | Mentes criminales                     | Carter                             | 1 episodio                    |
| 2010-2011  | Special Agent Oso                     | Henry/Alexander/Kevin/Thomas/Gavin | 5 episodios                   |
| 2011       | Funny or Die Presents                 | Connor                             | 1 episodio                    |
| 2011       | It's Always Sunny in Philadelphia     | Benjamin                           | 1 episodio                    |
| 2011       | Parenthood                            | Henry                              | 1 episodio                    |
| 2011       | Wilfred                               | Andy Stevenson                     | 1 episodio                    |
| 2011-2015  | Falling Skies                         | Matt Mason                         | Elenco principal              |
| 2012       | Fish Hooks                            | Capitán Tetra                      | 1 episodio                    |
| 2012       | Golden Christmas 3                    | Richie                             | Película para televisión      |
| 2012       | Sofia the First: Once Upon a Princess | Príncipe Zandar                    | Película para televisión, voz |
| 2013       | Sofia the First                       | Príncipe Desmond                   | 3 episodios, voz              |